# Elisabetta Saccheggiani
Elisabetta Saccheggiani (Génova, 5 de febrero de 1984) es una deportista italiana que compitió en vela en la clase 470. Ganó una medalla de bronce en el Campeonato Europeo de 470 de 2007.

## Palmarés internacional
| \| Campeonato Europeo \| Campeonato Europeo \| Campeonato Europeo \| Campeonato Europeo \| \| Año \| Lugar \| Medalla \| Clase \| \| ------------------ \| ------------------ \| ------------------ \| ------------------ \| \| 2007 \| Salónica (Grecia) \| Medalla de bronce \| 470 \| |                   |                   |       |
| Campeonato Europeo |                   |                   |       |
| Año | Lugar             | Medalla           | Clase |
| 2007 | Salónica (Grecia) | Medalla de bronce | 470   |